# مطرس (أحياء)
المطرس (الجمع: مطارِس)(بالإنجليزية: Matrix)‏ في علم الأحياء هي المادة (أو الأنسجة) الموجودة بين خلايا الكائنات حقيقية النواة. وتوجد في الأنسجة الضامة المختلفة، وتعمل المطرس بشكل عام كبنية تشبه الهلام بدلاً من السيتوبلازم في النسيج الضام.
تتكون الأنسجة الضامة من مطرس خارج الخلية (بالإنجليزية: extracellular matrix)‏، ويشكل المطرس الأساس الذي تنمو منه أظافر اليد والقدم.

## مطارس الأنسجة
مطارس الأنسجة (بالإنجليزية: tissue matices)‏ يوجد ثلاثة أشكال رئيسة للمطارس:
- المطرس البراني أو المطرس خارج خلوي

المطرس البراني

- المطرس العظمي
- المطرس الغضروفي

### المطرس البراني
المطرس البراني (المطرس خارج الخلية)(بالإنجليزية: Extracellular matrix (ECM))‏، هو شبكة ثلاثية الأبعاد يقع خارج الخلايا في نسيج حيواني أو مجموعة كائنات مجهريّة. يتكون من جزيئات كبيرة خارج خلوية ومعادن، مثل الكولاجين والإنزيمات والبروتينات السكرية وهيدروكسيل أباتيت وعادة ما يوفر الدعم الهيكلي للخلايا الحيوانية (الهيكل الخلوي)، بالإضافة إلى أداء مختلف الوظائف الهامة الأخرى. إن التكوين الهيكلي للنسيج خارج الخلية يختلف نظرًا لأن التعددية الخلوية تطورت بشكل مستقل في سلالات مختلفة متعددة الخلايا؛ ومع ذلك فإن التصاق الخلية والتواصل بين الخلايا والتمايز هي أهم وظائف هذا النسيج.
المطرس البراني للحيوان يشمل المادة الخلالية والغشاء القاعدي. توجد المادة الخلالية بين مختلف الخلايا الحيوانية (أي في الفراغات بين الخلايا). تملأ المواد الهلامية من السكريات والبروتينات الليفية الفراغ الخلالي وتعمل كعازل ضغط ضد الضغط الواقع على نسيج خارج الخلية. الأغشية القاعدية عبارة عن ترسبات تشبه الصفائح من النسيج خارج الخلية تستقر عليها الخلايا الظهارية المختلفة. يحتوي كل نوع من أنواع النسيج الضام في الحيوانات على نوع من النسيج خارج الخلية: تشكل ألياف الكولاجين ومعدن العظام نسيج خارج خلوي للنسيج العظمي. وتشكل الألياف الشبكية والمادة الأرضية نسيج خارج خلوي للنسيج الضام الرخو، وبلازما الدم هي النسيج خارج الخلوي للدم.
يتضمن نسيج خارج الخلية مكونات جدار الخلية، مثل السليلوز، بالإضافة إلى جزيئات الإشارة. تتبنى بعض الكائنات أحادية الخلية أغشية حيوية متعددة الخلايا تكون فيها الخلايا مغمورة في النسيج خارج الخلية تتكون أساسًا من مواد بوليمرية خارج الخلية.

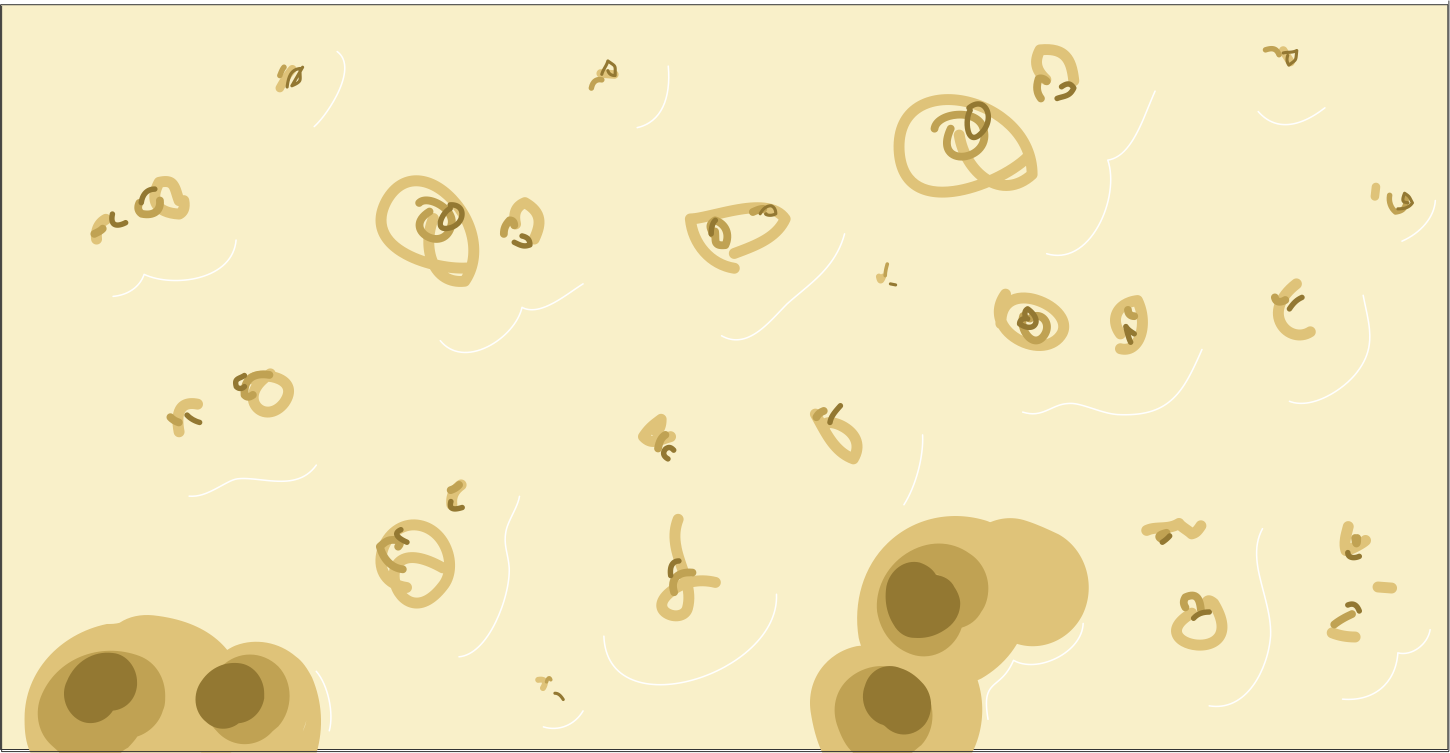
مطرس عظمي

### مطرس عظمي
مطرس العظم (بالإنجليزية: bone matrix)‏، تسمح بتخزين الأملاح المعدنية مثل الكالسيوم وتوفر الحماية للأعضاء الداخلية ودعم الحركة.
تشكل العظام شكل من أشكال النسيج الضام الموجود في الجسم، ويتألف بشكل كبير من الكولاجين المتصلب المحتوي على هيدروكسيباتيت (بالإنجليزية: hydroxyapatite-containing collagen)‏.
تترتب المطارس العظمية في الثدييات الكبيرة في مناطق وحدات العظم.

### المطرس الغضروفي
الغضروف هو شكل آخر من أشكال النسيج الضام الموجود في الجسم، ويوفر سطحًا أملسًا للمفاصل وآلية لنمو العظام أثناء التطور.

## المطارس دوين الخلوية أو داخل الخلية
المطرس دوين الخلوية أو داخل الخلية (بالإنجليزية: Subcellular matrices)‏:

### مطرس المتقدرة
في الميتوكندريون هي الفضاء الذي يوجد داخل الغشاء الداخلي. كلمة «مطرس» تنبع من حقيقة أن هذا الفضاء لزج، بالمقارنة نسبيا مع السيتوبلازم المائي. مطرس الميتوكندريا تحتوي على ميتوكوندريات الحمض النووي والريبوسوم والأنزيمات القابلة للذوبان، وجزيئات عضوية صغيرة، والنوكليوتيدات عوامل مساعدة، والأيونات غير العضوية. إن الأنزيمات في المتريكس تسهل التفاعلات المسؤولة عن إنتاج ATP، مثل دورة حمض الستريك والفسفرة المؤكسدة، وأكسدة حمض البيروفيك وأكسدة الأحماض الدهنية.
العصارة الخلوية، والحيز بين الغشاءين، مقصورتين لديهما محتوى الماء هو 3.8 ميكرولتر/ملغ في البروتين، بينما المصفوفة الميتوكندرية لديها 0.8 ميكرولتر/ملغ في البروتين. ومن غير المعروف كيف تحافظ الميتوكوندريا على التوازن الأسموزي عبر الغشاء الداخلي للميتوكوندريا، على الرغم من أن الغشاء يحتوي على أكوابورينز التي يعتقد أنها قنوات لنقل المياه المنظمة. لديها درجة الحموضة من حوالي pH=7.8. اكتشف الحمض النووي من قبل ناش ومارجيت في عام 1963.

### مطرس النواة
تمثل مطرس النواة (بالإنجليزية: Nuclear matrix)‏ شبكةً من الألياف المنتشرة داخل نواة الخلية والمتماثلة إلى حدٍ ما مع الهيكل الخلوي للخلية. على الرغم من ذلك، وعلى النقيض مع الهيكل الخلوي، فقد افترض أن مطرس النواة ذات بنية متراكبة ديناميكياً بصورةٍ عاليةٍ، ولربما كانت أشبه كثيراً باسفنج متراكب ذا حجراتٍ فارغةٍ للسماح بحرية انفصال الجزيئات في النواة. إلا أن الوظيفة الإضافية للمصفوفة النانوية ما زال متنازعاً عليها، كما أن تواجدها طرح العديد من التساؤلات والاستفسارات كذلك.

### مطرس غولجي
عبارة عن سقالة بروتينية (بالإنجليزية: protein scaffold)‏ تحيط جهاز غولجي مكونة من بروتينات غولجين، وبروتينات أخرى متنوعة على الجانب السيتوبلازمي لجهاز غولجي تشارك في الحفاظ على شكلها.